# Lösch (Glockengießer)
Die Lösch waren eine fränkische Glockengießerfamilie mit Werkstätten in Künzelsau-Morsbach, Crailsheim, Ansbach und Bayreuth-Sankt Georgen. Ihre Tätigkeit von 1724 bis 1823 brachte mindestens 100 Glocken hervor, von denen einige noch in Gebrauch sind. Daneben stellten sie Feuerspritzen, Brunnenwerk und andere Gussprodukte her.
Der Sohn eines aus dem Aischgrund zugewanderten Zimmermanns, Johann Leonhard Lösch, gründete 1723 die Rot- und Glockengießerwerkstatt in Morsbach. Dessen ältester Sohn Johann Ernst Lösch übernahm 1754 eine Werkstatt in Crailsheim, während vor Ort in Morsbach der jüngere Sohn Johann Georg Lösch folgte und später dessen Sohn Johann Ludwig.
Der Crailsheimer Familienzweig konnte sein Geschäftsfeld auf die gesamte Markgrafschaft Ansbach ausdehnen und betrieb bis zu drei Gießhütten. Aus wirtschaftlichen Gründen mussten die Brüder Johann Ludwig und Johann Friedrich Melchior Lösch sowie deren Neffe Johann Ludwig Reiner 1823 fast zur selben Zeit wie der Morsbacher Stammbetrieb schließen.

## Mitglieder der Familie
- Johann Leonhard Lösch (1697–1765)
  - Johann Ernst Lösch (1730–1810)
    - Johann Ludwig Lösch (1763–1822)
    - Johann Friedrich Melchior Lösch (1767–1836)
      - Johann Ludwig Reiner (1784–1826)

  - Johann Georg Lösch (1741–1816)
    - Johann Ludwig Lösch (1772–1821)